# Park Narodowy Wulkany Hawaiʻi
Park Narodowy Wulkany Hawaiʻi (ang. Hawaiʻi Volcanoes National Park) – park narodowy położony w stanie Hawaje w Stanach Zjednoczonych. Park został utworzony w 1916 roku na powierzchni 1348 km². Charakterystycznym elementem parku są krajobrazy wulkaniczne. W 1980 roku wraz z Parkiem Narodowym Haleakalā został zakwalifikowany jako rezerwat biosfery Hawaii Islands. W 1987 roku Park Narodowy Wulkany Hawaiʻi został również wpisany na listę światowego dziedzictwa UNESCO.